# Прыгунов, Алексей Владимирович
Алексей Владимирович Прыгунов (род. 14 августа 1986, Казань) — российский хоккеист (играл на позиции защитника) и тренер. Воспитанник казанского хоккея.

## Биография
Алексей Владимирович Прыгунов родился 14 августа 1986 года в городе Казани Татарской АССР, ныне город — столица Республика Татарстан.
Алексей Прыгунов начал свою профессиональную карьеру в 2004 году в составе клуба Высшей лиги «Нефтяник» из Альметьевска. В своём дебютном сезоне Алексей провёл на площадке 36 матчей, в которых он набрал 3 (1+2) очка. Сезон 2009/10 Прыгунов начинал в Высшей лиге в составе орского клуба «Южный Урал», однако после 7 игр перешёл в команду Первой лиги «Металлург» (Медногорск), где провёл 4 игры и набрал 2 (1+1) очка, однако опять перешёл в команду из Альметьевска.
Весь следующий сезон Алексей провёл в Саратове, выступая за местный «Кристалл» в 44 матчах набрал 7 (3+4) очков, после чего он подписал контракт с хоккейным клубом из Могилёва. В своём дебютном сезоне в Белорусской экстралиге Прыгунов набрав 11 (0+11) очков в 43 проведённых матчах.
После банкротства «Могилёва» подписал контракт с курганским клубом «Зауралье», выступающем в ВХЛ.
В 2014—2017 годах работал тренером-преподавателем (тренер по защитникам) в ХК «Ак Барс».

## Статистика выступлений
|         |                            |                        | Регулярный сезон | Регулярный сезон | Регулярный сезон | Регулярный сезон | Регулярный сезон | Регулярный сезон | Плей-офф | Плей-офф | Плей-офф | Плей-офф | Плей-офф | Плей-офф |
| Сезон   | Команда                    | Лига                   | Игр              | Г                | П                | Очк              | +/-              | Штр              | Игр      | Г        | П        | Очк      | +/-      | Штр      |
| ------- | -------------------------- | ---------------------- | ---------------- | ---------------- | ---------------- | ---------------- | ---------------- | ---------------- | -------- | -------- | -------- | -------- | -------- | -------- |
| 2004/05 | «Нефтяник» (Альметьевск)   | Высшая лига            | 36               | 1                | 2                | 3                | 4                | 12               | 4        | 0        | 0        | 0        | 0        | 0        |
| 2005/06 | «Нефтяник» (Альметьевск)   | Высшая лига            | 26               | 1                | 1                | 2                | -7               | 12               | 8        | 0        | 0        | 0        | -1       | 6        |
| 2006/07 | «Нефтяник» (Лениногорск)   | Высшая лига            | 47               | 0                | 6                | 6                | -9               | 48               | —        | —        | —        | —        | —        | —        |
| 2007/08 | «Нефтяник» (Альметьевск)   | Высшая лига            | 36               | 0                | 1                | 1                | 3                | 36               | 6        | 0        | 0        | 0        | -1       | 31       |
| 2008/09 | «Нефтяник» (Альметьевск)   | Высшая лига            | 53               | 6                | 8                | 14               | 7                | 103              | 13       | 1        | 2        | 3        | -3       | 39       |
| 2009/10 | «Южный Урал» (Орск)        | Высшая лига            | 7                | 0                | 0                | 0                | -2               | 0                | —        | —        | —        | —        | —        | —        |
| 2009/10 | «Металлург» (Медногорск)   | Первая лига            | 4                | 1                | 1                | 2                | —                | 2                | —        | —        | —        | —        | —        | —        |
| 2009/10 | «Нефтяник» (Альметьевск)   | Высшая лига            | 11               | 0                | 2                | 2                | 1                | 4                | —        | —        | —        | —        | —        | —        |
| 2009/10 | «Нефтяник—2» (Альметьевск) | Высшая лига            | 20               | 2                | 9                | 11               | —                | 22               | —        | —        | —        | —        | —        | —        |
| 2010/11 | «Кристалл» (Саратов)       | ВХЛ                    | 44               | 3                | 4                | 7                | -7               | 50               | 2        | 0        | 0        | 0        | -1       | 2        |
| 2011/12 | ХК «Могилёв»               | Белорусская экстралига | 43               | 0                | 11               | 11               | -13              | 33               | 3        | 0        | 0        | 0        | -2       | 4        |
| 2012/13 | ХК «Могилёв»               | Белорусская экстралига | 38               | 2                | 6                | 8                | -14              | 30               | —        | —        | —        | —        | —        | —        |
| 2013/14 | «Зауралье» (Курган)        | ВХЛ                    | 24               | 0                | 1                | 1                | -7               | 16               | —        | —        | —        | —        | —        | —        |

## Семья
Брат Александр Владимирович Прыгунов (род. 15 января 1979), главный тренер команды «Ак Барс — 2006».
Семейное положение-женат.